# Manuel Zavala Meléndez
Manuel Zavala Meléndez (Vallenar, 1855 - Santiago, 1 de mayo de 1919) era un abogado y político liberal chileno. Hijo de Agustín Zavala Paredes y de Mercedes Meléndez. Contrajo matrimonio con Mercedes Ulloa Pérez de la Puente.
Educado en el Instituto Nacional y en la Universidad de Chile, donde juró como abogado (1883). Ejerció su profesión en Iquique, como también se dedicó a la minería. 
Miembro del Partido Liberal. Fue Intendente General del Ejército de la Junta Revolucionaria de 1891. Miembro de la Junta de Acaldes de Iquique y Juez de Letras de la ciudad (1891).
Diputado por Tarapacá y Pisagua (1891-1894). Participó de la comisión permanente de Economía y Comercio. 
Adquirió la Viña de Rojas (1892), bautizándola como "Viña Zavala” más tarde sería nombrada “ Viña Tarapacá".